# Nyctimantis rugiceps
Nyctimantis rugiceps är en groddjursart som beskrevs av George Albert Boulenger 1882. Nyctimantis rugiceps ingår i släktet Nyctimantis och familjen lövgrodor. IUCN kategoriserar arten globalt som livskraftig. Inga underarter finns listade i Catalogue of Life.